# 卡拉巴什 (韃靼斯坦共和國)
卡拉巴什（羅馬化：Karabash，羅馬化：Qarabaş）是俄罗斯鞑靼斯坦共和国的市级镇，为布古利马区第二大聚居地，也是该区唯一的一座市级镇。地处鞑靼斯坦共和国东南部，位于伏尔加河流域卡马河一支流斯捷普诺伊扎伊河畔，在区行政中心布古利马西北、共和国首府喀山东南方。
附近城市有布古利马、阿尔梅季耶夫斯克、列宁诺戈尔斯克。
该地2022年人口有4,580人；2010年人口5,005；2002年人口5,139；1989年人口4,272。